# جيمس جونز (لاعب كرة قاعدة)
جيمس جونز (بالإنجليزية: James Jones)‏ هو لاعب كرة قاعدة أمريكي، ولد في 24 سبتمبر 1988 في بروكلين في الولايات المتحدة.

## وصلات خارجية
- جيمس جونز على موقع دوري كرة القاعدة الرئيسي (الإنجليزية)
- جيمس جونز على موقع دوري أستراليا لكرة القاعدة (الإنجليزية)
- جيمس جونز على موقعبيزبول رفرنس.كوم (الدوري الرئيسي) (الإنجليزية)
- جيمس جونز على موقعبيزبول رفرنس.كوم (الدوري الثانوي) (الإنجليزية)
- جيمس جونز على موقع إي إس بي إن.كوم (أم.أل.بي) (الإنجليزية)
- جيمس جونز على موقع مشجعي الرسوم البيانية (الإنجليزية)